# Kamil Fatkulin
Kamil Fatkulin (in kyrillischer Schrift Камиль Фаткулин; * 1. Juli 1957) ist ein ehemaliger sowjetischer Ringer usbekischer Herkunft. Er war Europameister 1984 im griechisch-römischen Stil im Bantamgewicht.

## Werdegang
Kamil Fatkulin, gebürtiger Usbeke, begann im Jugendalter mit dem Ringen. Nach ersten größeren Erfolgen auf nationaler Ebene wurde der Sportstudent zum Ringerzentrum in Taschkent delegiert. Dort wurde er von den Trainern Rustam Kudraschew und Manurjan Reziew zu einem Weltklasseathleten im griech.-römischen Stil geformt.
Bereits als Junior feierte er große Erfolge, als er 1975 in Chaskowo Junioren-Weltmeister im Papiergewicht und 1976, als er in Poznań, Junioren-Europameister im Fliegengewicht wurde. Im Frühjahr 1977 wurde er im türkischen Bursa erstmals bei einer Europameisterschaft bei den Senioren eingesetzt. Im Finale dieser Meisterschaft kam es zu einem spannenden Dreikampf zwischen ihm, Nicu Gângă aus Rumänien und Lajos Rácz aus Ungarn. Diese drei Athleten besiegten sich gegenseitig, wobei Kamil gegen Gângă siegte und gegen Rácz verlor. Auf Grund des besseren Punkteverhältnisses aus den Vorkämpfen ging Lajos Rácz als Europameister von der Matte vor Nicu Gângă und Kamil Fatkulin.
Bei der Weltmeisterschaft desselben Jahres in Göteborg belegte Kamil den 2. Platz. Auf den Weg dorthin besiegte er unter anderem den deutschen Spitzenringer Rolf Krauß aus Schifferstadt, verlor aber den Endkampf gegen Nicu Gângă.
In den Folgejahren musste Kamil erfahren, was es heißt, eine Spitzenposition in der Sowjetunion gegen eine ungemein starke Konkurrenz zu verteidigen. Es gelang ihm nicht immer, sich gegen seine Konkurrenten Wachtang Blagidse, Wassili Fomin, Benor Paschajew, Schamil Serikow, Wladimir Pogudin und Witali Konstantinow durchzusetzen. Alle diese Ringer wurden zu der Zeit, zu der auch Kamil aktiv war, in dessen Gewichtsklasse Olympiasieger, Welt- oder Europameister.
Kamil Fatkulin kam 1979 bei der Weltmeisterschaft in San Diego im Fliegengewicht wieder zum Einsatz. Er wurde dort nach einer Niederlage gegen Lajos Rácz erneut Vizeweltmeister. Im Jahre 1980 vertrat Wachtang Blagidse die sowjetischen Farben im Fliegengewicht und wurde Olympiasieger und Europameister. 
Kamil erhielt erst 1983 bei der Weltmeisterschaft in Kiew wieder eine Chance sich zu bewähren. Er konnte diese Chance, gemessen an den Ansprüchen, aber wieder nicht ganz erfüllen, denn wieder musste er sich mit dem 2. Platz begnügen. Im Endkampf wurde er von dem Japaner Masako Eto besiegt. Im Jahre 1984 gelang Kamil dann endlich ein Titelgewinn. Er wurde in Jönköping Europameister im Bantamgewicht. Er profitierte dabei allerdings von einer Verletzung von Pasquale Passarelli aus der Bundesrepublik Deutschland, der deswegen gegen ihn im Endkampf nicht antreten konnte. Passarelli wurde dann in Los Angeles durch einen Sieg über Weltmeister Eto Olympiasieger. Fatkulin fehlte hier wegen des Boykotts der Spiele durch die Sowjetunion.
In der Folgezeit kam Kamil Fatkulin bei den internationalen Meisterschaften nicht mehr zum Einsatz. Er ist heute als Ringertrainer in Taschkent tätig.

### Internationale Erfolge
(WM = Weltmeisterschaft, EM = Europameisterschaft, GR = griech.-röm. Stil, Pa = Papiergewicht, Fl = Fliegengewicht, Ba = Bantamgewicht, damals bis 48 kg, 52 kg und 57 kg Körpergewicht)
- 1975, 1. Platz, Junioren-WM (Juniors) in Haskovo, GR, Pa, vor Hideo Fujimoto, Japan, Umid Bekirow, Bulgarien, Stig Age Lundell, Schweden u. Jürgen Kleer, BRD;

- 1976, 1. Platz, Junioren-EM (Espoirs) in Poznań, GR, Fl, vor Pencho Mladenow, Bulgarien, Toth, Ungarn, Julian Mewis, Belgien u. Serhak Karadag, Türkei;

- 1977, 1. Platz, Turnier in Klippan/Schweden, GR, Fl, vor Witold Malachowski, Polen u. Stig Age Lundell;

- 1977, 2. Platz, Großer Preis der BRD in Aschaffenburg, GR, Fl, hinter Nicu Gângă, Rumänien u. vor Gustav Dubelowski, Rolf Krauß u. Erich Nungesser, alle BRD;

- 1977, 3. Platz, EM in Bursa, GR, Fl, mit Siegen über Kovko Wavada, Schweden, Michel Schattemann, Frankreich, Herbert Nigsch, Österreich, Wladimir Kokoskow, CSSR u. Nicu Gângă u. einer Niederlage gegen Lajos Rácz, Ungarn;

- 1977, 2. Platz, WM in Göteborg, GR, Fl, mit Siegen über Ronny Sidge, Norwegen, Haralambos Holidis, Griechenland, Kauko Navaala, Schweden, Mike Fleming, USA, Lajos Rácz u. Moradali Shirani, Iran u. einer Niederlage gegen Nicu Gângă;

- 1978, 1. Platz, "Iwan-Poddubny"-Turnier in Minsk, GR, Fl, vor Mladen Mladenow, Bulgarien u. Zarewitsch, UdSSR;

- 1979, 1. Platz, Großer Preis der BRD in Aschaffenburg, GR, Fl, vor Bruce Thompson, USA, Lajos Rácz, Alexej Schumakow, UdSSR, Witold Malachowski u. Nicu Gângă;

- 1979, 2. Platz, WM in San Diego, GR, Fl, mit Siegen über Rolf Krauß, Anton Jelinek, CSSR, Leszek Majkowski, Polen, Toshio Asakura, Japan u. einer Niederlage gegen Lajos Rácz;

- 1981, 2. Platz, Studenten-WM in Bukarest, GR, Ba, hinter Nicolae Zamfir, Rumänien u. vor Petar Balow, Bulgarien, Özkan Eminoglu, Türkei u. Kazaya Mizutaki, Japan;

- 1983, 2. Platz, WM in Kiew, GR, Ba, hinter Masako Eto, Japan u. vor Petar Balow, Josef Krysta, CSSR, Árpád Sipos, Ungarn u. Sekhat Karadag;

- 1984, 2. Platz, "Werner-Seelenbinder"-Turnier in Leipzig, GR, Ba, hinter Iwan Schustukow, UdSSR u. vor Wladimir Pogudin, UdSSR, Frank Wohlgemuth u. Heiko Röll, bde. DDR;

- 1984, 1. Platz, EM in Jönköping, GR, Ba, mit Siegen über Nicolae Zamfir, Josef Krysta, Sekhat Karadag, Petar Balow u. Pasquale Passarelli (kampflos), BRD;

- 1985, 1. Platz, Großer Preis der BRD in Aschaffenburg, GR, Ba, vor Wassili Fomin, UdSSR, Patrice Mourier, Frankreich, Maik Bitterling, DDR u. Walter Wölfelschneider, BRD